# St. Urbanus (Voßwinkel)

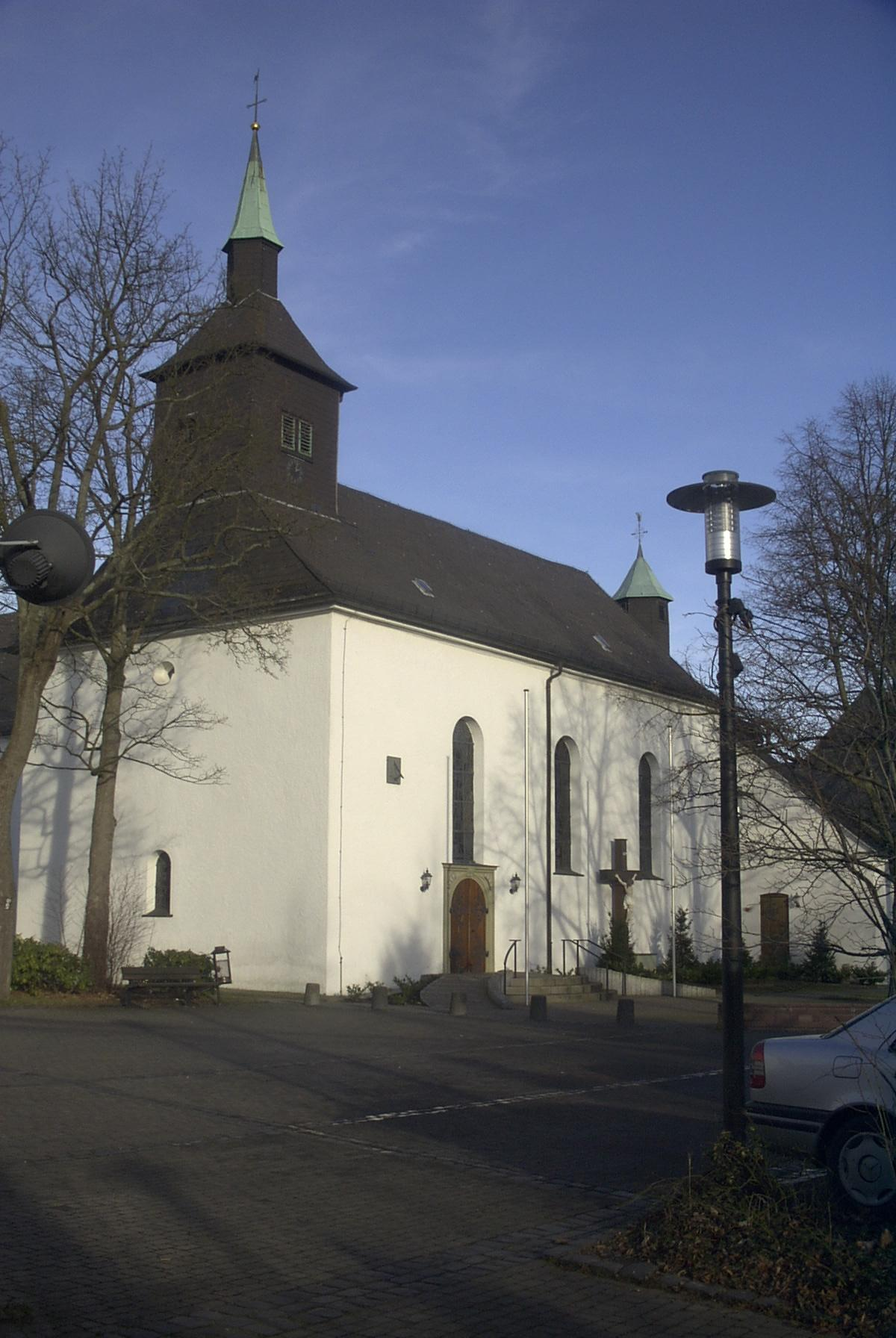
St.-Urbanus-Kirche

Die St.-Urbanus-Kirche im Arnsberger Stadtteil Voßwinkel ist eine dem heiligen Urban geweihte Kirche, die erstmals im Jahre 1214 in einer Urkunde des Klosters Oelinghausen erwähnt wurde.

## Geschichte und Entwicklung
In einer weiteren Urkunde des Dechanten Heinrich von Iserlohn aus dem Jahre 1231 wird in der Reihe der Zeugen der Pfarrer Elricus de Vosswinckele genannt. Um diese Zeit muss es also bereits eine Pfarrei in Voßwinkel gegeben haben, so dass der Anfang der St.-Urbanus-Kirche wohl weiter zurück als das 13. Jahrhundert geht.
In einer Fehde, die zwischen dem Grafen Adolf von der Mark und den Besitzern des Hauses Höllinghofen, den Brüdern Wennemar und Friedrich von Fürstenberg, um das Jahr 1420 stattfand, wurde das Dorf und die Kirche von Voßwinkel niedergebrannt. Eine neue Kirche wurde gebaut und am 1. November 1425 eingeweiht (Zweite Kirche). Diese Kirche wurde 1710 nach einigen Renovierungen vergrößert.
Der Bau der heutigen katholischen Kirche St. Urbanus (Dritte Kirche) begann 1750 unter dem Pfarrer Heinrich Everhard Pentling (* 19. Februar 1720, † 5. August 1794), nachdem ein Brand den Vorgängerbau 1749 zerstört hatte. Erschwert durch die Einwirkungen des Siebenjährigen Krieges konnte der Bau erst 1765 vom Abt des Klosters Wedinghausen geweiht werden. Mit dem Bevölkerungswachstum wurde zwischen 1888 und 1900 ein Anbau errichtet. Eine neue Erweiterung erfolgte 1938 mit dem Architekten Josef Ferber. Eine aufwändige Renovierung der Kirche wurde im Jahr 2002 begonnen und mit einer großen Feier am 6. April 2003 vollendet.
Zur St.-Urbanus-Kirche gehörten der alte Friedhof und das Pfarrhaus, welches im Rahmen der Auflösung der Pfarrgemeinde St. Urbanus zwecks Neugründung der Gesamtpfarrei St. Johannes Baptist Neheim und Voßwinkel zum 1. Februar 2013 verkauft wurde.

## Ausstattung
Bemerkenswert ist der barocke Hochaltar, über den durch eine nicht näher bekannten Quelle über die Benediktion der dritten Kirche in Voßwinkel am 21. Juli 1765 berichtet wird: Am gleichen Tag erfolgte auch die Weihe des Hochaltars sowie der zwei Seitenaltäre. Der Hochaltar, ein Geschenk von Caspar und Friedrich von Droste Thur, Herren zu Münster und Paderborn, wurde geweiht zu Ehren der hochgebenedeiten Jungfrau, und zu Ehren des heiligen Urbanus, des Papstes und Märtyrers und Patrons der Kirche. Der Altar kostete 190 Taler […]. Bei den Restaurierungsarbeiten der Altäre 2002/2003 und intensiven Nachforschungen in den Archiven konnte die Überlieferung weitgehend bestätigt werden.
Die Seitenaltäre wurden von Engelbert von Landsberg-Velen und Steinfurt (Herr zu Steinfurt und Echthausen) und der Freifrau Elisabeth Theodora Bernadina von Boeselager gestiftet.
Zur Kirchenausstattung gehört eine frühgotische thronende Madonna mit dem Christuskind auf dem Schoß aus der ersten Hälfte des 14. Jahrhunderts. Hinzu kommt eine weitere spätgotische Madonna mit Strahlenkranz aus der zweiten Hälfte des 15. Jahrhunderts. Beide Figuren sind allerdings Kopien, die Originale stehen im Diözesanmuseum Paderborn.

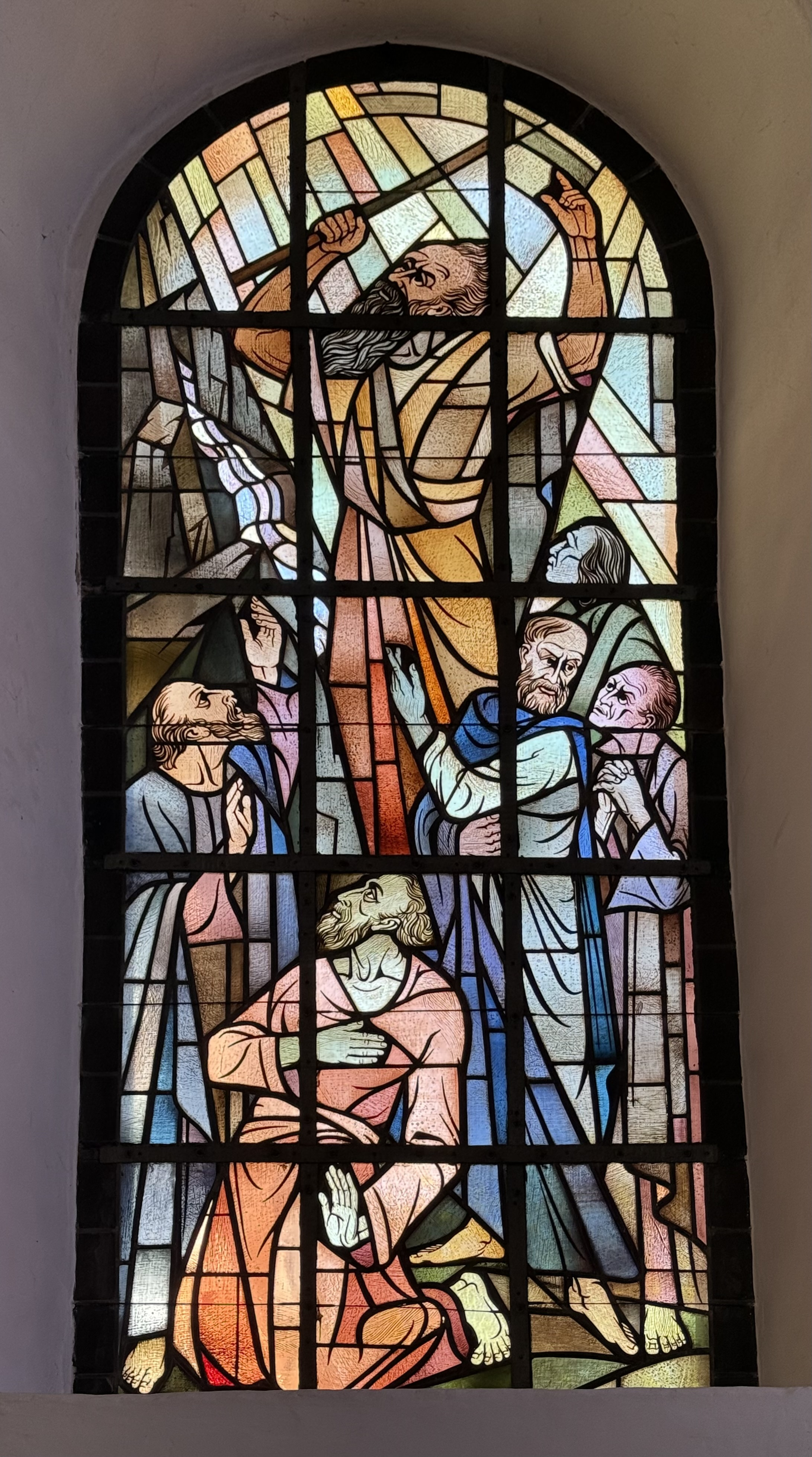
"Mose schlägt Wasser aus dem Felsen", Glasfenster von Franz Kornemann, 1955

Der Briloner Künstler Franz Kornemann gestaltete zwischen 1952 und 1960 Glasfenster für den alten Chorraum sowie die Empore, ausgeführt von Enrico Zappini: "Drei Frauen am Grabe" (1952), Mose schlägt Wasser aus dem Felsen (1955), Taufe Jesu im Jordan(1955), Mose empfängt die Gesetzestafeln auf dem Berg Sinai (1958–59), Die Bergpredigt (1958–59), Sonnengesang des hl. Franz von Assisi (1960).
Eine Besonderheit ist die moderne Ausmalung der alten Kirche durch den Künstler Tobias Kammerer aus Rottweil bei der im Jahr 2003 durchgeführten Renovierung. Er entwarf auch das neue Fenster im Chor der sog. „Werktagskirche“, dem historischen Teil des Gebäudes.

### Orgel
Aus dem während der Säkularisation im Jahr 1809 aufgehobenen Prämonstratenser-Kloster Scheda stammt die erste Orgel – zumindest Reste der dortigen Orgel –, die vom Orgelbauer Dreimann aus Beckum ergänzt, gründlich überholt, repariert und dann im Jahr 1812 eingeweiht wurde. Diese Orgel war jedoch bereits 1891 trotz aufwändiger versuchter Restaurierung völlig unbrauchbar, so dass nach Auftrag an den Orgelbauer Stockmann aus Werl am 18. Februar 1892 die heute bestehende Orgel eingeweiht wurde. Die Firma Stockmann renovierte die Orgel 1996. Das Kegelladen-Instrument hat 17 Register auf zwei Manualen und Pedal. Die Spiel- und Registertrakturen sind mechanisch.
| I. Manual C– |           |       |
| 1.           | Bordun    | 16′   |
| 2.           | Prinzipal | 8′    |
| 3.           | Gamba     | 8′    |
| 4.           | Hohlflöte | 8′    |
| 5.           | Oktave    | 4′    |
| 6.           | Gemshorn  | 4′    |
| 7.           | Oktave    | 2′    |
| 8.           | Mixtur IV | 2 ⁄3′ |

| II. Manual C– |                 |    |
| 9.            | Geigenprinzipal | 8′ |
| 10.           | Liebl. Gedackt  | 8′ |
| 11.           | Salicional      | 8′ |
| 12.           | Dolce           | 8′ |
| 13.           | Fugara          | 4′ |
| 14.           | Flöte amabilis  | 4′ |

| Pedal C– |           |     |
| 15.      | Subbass   | 16′ |
| 16.      | Violon    | 16′ |
| 17.      | Oktavbass | 8′  |

- Koppeln: II/I, I/P

## Sonstiges
Eine „Kirchengilde“ bietet regelmäßige Führungen durch die historische Kirche mit ihrer modernen Ausstattung an.